# Programme Vanguard
Pour les articles homonymes, voir Vanguard.
Le programme Vanguard vise la conception de microlanceurs américain développé par le Naval Research Laboratory (NRL) dont l'objectif était de placer en orbite le premier satellite artificiel. 
Le premier étage est dérivé de la fusée-sonde Viking tandis que le second étage provient de la fusée-sonde Aerobee. 
La mise au point du lanceur est difficile avec 9 échecs sur 12 tirs entre 1956 et 1959 et Vanguard ne réussit pas à atteindre son objectif. Les responsables américains décident finalement de confier la mise en orbite du premier satellite américain Explorer 1 au lanceur Juno I le 1er février 1958. Bien que n'ayant pas rempli son but initial le programme permet la mise au point de plusieurs technologies clé et les étages développés seront réutilisés par la suite par plusieurs lanceurs.

## Contexte
En juillet 1955, les États-Unis et l'URSS annoncent, chacun de leur côté, qu'ils lanceront un satellite artificiel dans le cadre des travaux scientifiques prévus pour l'Année géophysique internationale (juillet 1957—décembre 1958).
Aux États-Unis, plusieurs projets sont en concurrence pour développer le lanceur et son satellite. Wernher von Braun de l'Agence des missiles balistiques de l'Armée de terre américaine (ABMA) propose sous l'appellation projet Orbiter d'utiliser le missile balistique à courte portée Redstone qu'il développe surmonté par un ensemble de propulseurs à propergol solide formant le lanceur Juno I. Le Naval Research Laboratory propose d'utiliser le lanceur Vanguard, un nouveau lanceur consacré à la recherche scientifique dont le second étage est une fusée-sonde Aerobee fournie par le Jet Propulsion Laboratory (JPL) tandis que la US Air Force (Armée de l'air) propose son missile balistique intercontinental Atlas. Ces deux dernières fusées, contrairement au lanceur Juno I, sont toutefois à un stade de développement très peu avancé. 
Le secrétariat de la Défense nomme en août 1955 un comité pour sélectionner un des trois projets. Ce comité est composé de deux représentants de chacune des trois armes et est dirigé par Homer Stewart, un professeur de Caltech (California Institute of Technology) également responsable d'une des divisions du JPL. Bien que le projet Orbiter soit le plus abouti, c'est le projet Vanguard proposé par le laboratoire de la Marine américaine qui l'emporte par cinq voix contre deux pour le projet Orbiter de von Braun. Ce choix reflète la volonté du président américain en exercice, Dwight D. Eisenhower, de dissocier le programme spatial du domaine militaire. Quelques jours plus tard, cette décision est confirmée et l'équipe de von Braun se voit interdire toute tentative de lancement de satellite,,.

## Les prédécesseurs du lanceur Vanguard

### HATV et SSTO
Le premier projet doit consister dans la réalisation d'une fusée de recherche à haute altitude (en anglais : High Altitude Test Vehicle, ou HATV) et à un seul étage brûlant de l'hydrogène liquide avec de l'oxygène liquide (en anglais : Single Stage To Orbite, ou SSTO).
Ce projet est confié à la société Glenn L. Martin Company (Lockheed Martin) en 1946, en association avec North American Aviation, (Rockwell Collins – Boeing Aerojet) comme motoriste.
Le lanceur a comme caractéristiques :
- Longueur : 26,2 mètres.
- Diamètre : 4,9 mètres.
- Poids au lancement : 45,8 tonnes.
- Poussée : 136 tonnes.
- Charge utile : 450 grammes.

Le programme, trop ambitieux, ne dépasse pas le stade de simple projet. En 2019, aucun SSTO n'a vu le jour.

### La fusée-sonde Viking

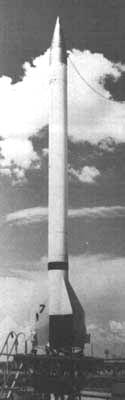
Une fusée-sonde Viking I.

La fusée-sonde Viking (à l'origine nommé Neptune) est plus réaliste et plus au niveau technologique de l’époque (1946).
Les fusées-sondes Viking sont directement dérivés des fusées V-2 allemandes. Les Viking doivent remplacer les V-2, disponibles en quantité limitée, dans les missions de sondage de la haute atmosphère et pour des observations astronomiques. Le projet est également confié à Glenn L. Martin Company.
La technologie du Viking est à peu près identique à celle des V-2, à quelques différences près. Tout d’abord, la structure est en aluminium, beaucoup plus légère que celle en acier des V-2, conçu pour supporter la chaleur de la rentrée atmosphérique (la technique de « séparation » du lanceur de sa charge utile n'est pas encore inventée lors de la Seconde Guerre mondiale). Le développement du moteur du Viking est confié à Reaction Motors. Ce moteur est moins puissant que celui du V-2 (charge totale moins élevée).
Le moteur doit développer une poussée moyenne de 9,1 tonnes (entre 8,5 à 9,7 tonnes).
Le « pilotage » du Viking se fait grâce à une articulation cardan qui permet au moteur de s'incliner sur deux axes pour assurer la stabilité de la fusée. Les informations de pilotage provenaient du cerveau stabilisateur gyroscopique situé dans la partie supérieure de la fusée. Après l'arrêt du moteur, des jets de gaz intermittent assurent la stabilité de la fusée.
Caractéristiques de la fusée-sonde Viking I pour les sept premiers vols (3 mai 1947 au 7 août 1951)
- Longueur : 13,8 à 14,8 mètres.
- Diamètre : 0,81 mètre.
- Poids au lancement : 4,4 à 5,2 tonnes.
- Poussée : 8,5 à 9,7 tonnes.

Caractéristiques de la fusée-sonde Viking II pour les cinq vols suivants (6 juin 1952 au 4 février 1955)
- Longueur : 12,7 à 13,7 mètres.
- Diamètre : 1,14 mètre.
- Poids au lancement : 5,8 à 6,8 tonnes.
- Poussée : 8,5 à 9,7 tonnes.

Les deux derniers vols du Viking s'inscrivent plus tard, dans le cadre du programme Vanguard, les 8 décembre 1956 et 1er mai 1957.

## Développement du lanceur Vanguard

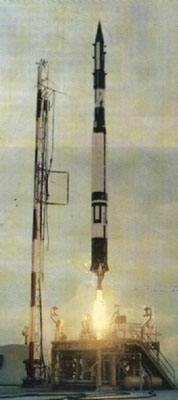
Le lanceur Vanguard.

Le projet Vanguard voit le jour le 5 juillet 1955 avec la publication d’un rapport rédigé par Milton Rosen concernant un programme de satellites scientifiques par le Naval Research Laboratory (NRL). Ce rapport recommande l'utilisation du Viking comme premier étage du lanceur, et des étages supérieurs consistant en deux étages à propergol solide ou en un deuxième étage à propergol liquide dérivé de la fusée-sonde Aerobee et un troisième étage à propergol solide. Le projet est approuvé le 29 juillet 1955 par le président des États-Unis Dwight D. Eisenhower.

## Caractéristiques des Vanguard
Le premier étage est identique à celui des fusées-sondes Viking II (1,14 m de diamètre pour 13,4 m de hauteur), mais le moteur est développé par General Electric. Le nouveau moteur, appelé X-405, fournit une poussée de 12,7 tonnes pendant 142 s (contre 9,7 tonnes pour les précédents moteurs) grâce à l'utilisation du kérosène (avec l'oxygène liquide comme oxydant).
Le deuxième étage, (0,81 m de diamètre pour une hauteur de 9,4 m, identique au Viking I) utilise un moteur dérivé de celui de la fusée-sonde Aerobee mais plus puissant (3,4 tonnes contre 1,1 tonne de poussée pendant 120 s), le AJ-10. Le « pilotage » du deuxième étage se fait selon le même principe que celui du Viking (articulation cardan). Le carburant du deuxième étage du Vanguard est du diméthylhydrazine asymétrique (UDMH) avec de l'acide nitrique fumant blanc comme oxydant.
Le troisième étage à propergol solide (poudre) mesure 1,5 m de haut pour 50 cm de diamètre et fournit une poussée de 1 tonne (moteur GRC 133-KS-2800).
Le moteur du troisième étage de la version SLV-7 est fourni par Hercules Powder. Ce moteur, le X-248, développe 1,4 tonne de poussée en brûlant un mélange de nitrocellulose et de nitroglycérine, avec addition de perchlorate d'ammonium et de poudre d'aluminium, entre autres. Le corps du moteur est en fibre de verre. La charge utile est de 45 kg en orbite terrestre basse. La version SLV-7 qui vole une seule fois en septembre 1959 est équipé d'un nouveau troisième étage avec un moteur X 248-A2. La capacité de lancement est de 45 kg en orbite terrestre basse.

## Missions
Quatorze lancements de Vanguard ont lieu (contre les douze prévus au départ). Les deux premiers portent la désignation de Vanguard Test Vehicle TV-0 et TV-1. Les véritables lancements « Vanguard » à proprement parler, commencent avec le Vanguard TV-2. Le dernier lancement a lieu le 18 septembre 1959 après douze lancements et trois satellites (Vanguard 1, 2 et 3) placés en orbite.
Le succès du Spoutnik soviétique en 1957, accélère les lancements à tel point que le lancement d’un satellite, initialement prévu avec le Vanguard TV-6, est avancé au TV3 avec comme conséquence la destruction du lanceur sur son pas de tir.

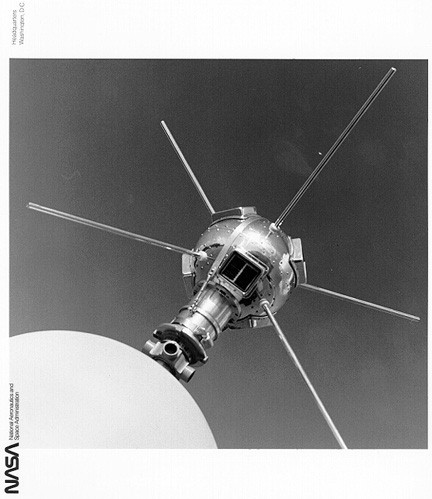
Le satellite Vanguard 1.

| Date              | Désignation  | Charge utile       | Masse    | Expérience                                                            | Résultat                                                     |
| ----------------- | ------------ | ------------------ | -------- | --------------------------------------------------------------------- | ------------------------------------------------------------ |
| 8 décembre 1956   | TV-0         | (pas de satellite) |          |                                                                       | Vol suborbital avec un seul étage                            |
| 1er mai 1957      | TV-1         | (pas de satellite) |          |                                                                       | Vol suborbital avec deux étages                              |
| 23 octobre 1957   | TV-2         | (pas de satellite) |          |                                                                       | Échec : vol suborbital avec deux étages                      |
| 6 décembre 1957   | TV3          | Vanguard TV-3      | 1,36 kg  |                                                                       | Échec : pression trop basse dans le réservoir à T+2 secondes |
| 5 février 1958    | TV-3 Back-up | Vanguard TV 3BU    | 1,36 kg  |                                                                       | Échec : perte de contrôle du 1er étage                       |
| 17 mars 1958      | TV-4         | Vanguard 1         | 1,47 kg  |                                                                       |                                                              |
| 28 avril 1958     | TV-5         |                    | 9,98 kg  | Mesure du rayonnement X                                               | Échec : pas de séparation des 2e et 3e étages                |
| 27 mai 1958       | SLV-1        |                    | 9,98 kg  | Mesure de la raie Lyman-Alpha                                         | Échec : perte de contrôle d'attitude du 2e étage             |
| 26 juin 1958      | SLV-2        |                    | 9,98 kg  | Mesure de la raie Lyman-Alpha                                         | Échec : extinction du 2e étage peu après sa mise à feu       |
| 26 septembre 1958 | SLV-3        |                    | 9,98 kg  | Couverture nuageuse                                                   | Échec : extinction prématurée du 2e étage                    |
| 17 février 1959   | SLV-4        | Vanguard 2         | 10,75 kg | Couverture nuageuse Mesure de la densité de la haute atmosphère       |                                                              |
| 13 avril 1959     | SLV-5        |                    | 10,3 kg  | Magnétomètre                                                          | Échec : perte de contrôle du 2e étage                        |
| 22 juin 1959      | SLV-6        |                    | 10,3 kg  | Radiation balance # 1 de 20 pouces                                    | Échec : anomalie d'une valve d'hélium du 2e étage            |
| 18 septembre 1959 | SLV-7        | Vanguard 3         | 22,7 kg  | Magnétomètre, mesure du rayonnement X et détection de micrométéorites |                                                              |